# هانجین شیپینگ
هانجین شیپینگ (انگلیسی: Hanjin Shipping) شرکت کشتیرانی کره‌ای است، که در سال ۱۹۷۷ تأسیس شد.